# Улько, Григорий Ильич

Герб Самарканда

Григо́рий Ильи́ч Улько́ (укр. Григорій Ілліч Улько; узб. Grigoriy Ilyich Ulko) — советский и узбекистанский художник и живописец украинского происхождения. Является одним из самых известных представителей современной самаркандской школы искусства. Известен как автор герба Самарканда и серии работ, посвященных трагедии Аральского моря и истории Узбекистана. Являлся членом Союза художников СССР и Заслуженным деятелем искусства Узбекистана. Работы художника представлены не только в музеях и галереях Узбекистана, но и других стран постсоветского пространства и в частных коллекциях.

## Биография

### Происхождение и ранние годы
Григорий Улько родился 5 апреля 1925 года в селе Екатериновка Алтайского края, расположенной в Западной Сибири и населённой в основном украинцами. Его семья переехала в Сибирь из села Карловка Полтавской губернии в 1912 году в ходе реализации реформ Петра Столыпина, предусматривавших освоение пустующих земель Сибири переселенцами из центральной части Российской империи, в том числе с Украины. В конце 1920-х годов многие крестьяне деревни были «раскулачены», а наступивший голод привёл к вымиранию многих крестьянских поселений. Многодетная семья Улько, потеряв двух детей, в 1930 году переселилась в Новокузнецк, где Григорий Улько к восемнадцати годам стал слесарем шестого разряда в одном из цехов Кузнецкого металлургического комбината. Весной 1943 года, в самый разгар Второй мировой войны Григория Улько призывают в армию, где он в качестве снайпера сопровождает эшелоны на фронт, но уже осенью его комиссуют и отзывают обратно на завод. Впоследствии Он писал: «именно там, на фронте, окончательно укрепилось моё решение: если останусь жив – стану художником».

### Начало учёбы и её продолжение
Совмещая работу на заводе с учебой в вечерней школе, у него всё больше появляется желание стать художником. В 1946 году, после окончания войны, Улько оставляет работу в заводе и отправляется в Самарканд, где поступает сразу во второй курс Самаркандского художественного училища. Одним из его преподавателей в художественном училище был известный советский живописец, Заслуженный деятель искусств Узбекской ССР — Павел Петрович Беньков. Учебу на художника он заканчивал в Ташкенте, куда училище переводят после смерти Павла Бенькова в 1949 году, а оттуда тремя годами позже переезжает в Харьков, где учится на отделении живописи Харьковского художественного института. В годы учебы в институте, Он активно занимается самообразованием, изучает чудом сохранившиеся после войны в фондах библиотеки журналы «Мир искусства», «Художественные сокровища России», «Аполлон», «Старые годы» и другие.

### Творческая жизнь
В 1957 году Он идёт наперекор желанию руководства института и отправляется делать свою дипломную работу в пустыни Хорезма, где работает художником в составе Хорезмской археолого-этнографической экспедиции под руководством Сергея Павловича Толстова. В течение нескольких лет Улько проведёт много времени в археологических экспедициях, живет в Киеве, Самарканде, Новокузнецке, пока не переезжает окончательно в Самарканд в 1960 году. Продолжительное время работал художником в составе археологических экспедиций по Средней Азии. Многие из этих экспедиций возглавляли известные советские археологи, такие как Михаил Евгеньевич Массон, Олег Михайлович Ростовцев и другие. В 1962—1968 годах Улько также учится в заочной школе дизайна в Москве и становится автором ряда монументальных проектов, лишь часть из которых была воплощена в жизнь. Среди них — не сохранившийся до наших дней монумент на въезде в Самарканд со стороны Бухары и мозаичные панно на фасаде самаркандского аэропорта. Интерес к современному монументальному искусству, дизайну и поп-арту художник сохранил на протяжении всей своей жизни, что часто приводило к непониманию со стороны властей, строго придерживавшихся канонов «социалистического реализма».
В эти же годы окончательно формируется его художественный почерк: монументальная манера письма, напоминающая и об иконах, и о фресках Согдианы, чёткий рисунок, локальный насыщенный цвет, обобщённое глубинное содержание картины. Улько обращается к таким общечеловеческим вопросам, как жизнь и память, взаимодействие между культурами, смена поколений. Этим вопросам посвящены такие его картины, как «Первые шеренги», «Живые и мертвые», «Счастье», «Автопортрет с сыном», «Финал», «Трое». Большое место в его творчестве занимают философские проблемы, касающиеся взаимоотношений человечества и времени, человека и пространства, а также вопросы взаимодействия между наукой и творчеством, традицией и новаторством. В 1970-е годы он создает такие работы, как «Диалог о времени» и «Диалог в пространстве», где исследует единые законы возникновения Макрокосма и Микрокосма и сопоставляет человеческое и космическое представления о древности и времени. Художник задумывает монументальный памятник, посвященный Самарканду и его месту в истории человечества и в Космосе. Проект представлял собой три изящных пересекающихся эллипсоида, устремлённые вверх и покоящиеся на одной точке, как гигантский межпланетный корабль, приземлившийся в пустыне. Проект, был отвергнут за «излишний формализм», а в вытянутых дугах эллипсоидов критики увидели «апологетику ислама». Спустя 30 лет упрощённый вариант монумента был установлен во дворе Самаркандского сельскохозяйственного института.
В 1980-х годах Улько обращается к теме экологии на фоне усугубляющейся проблемы высыхания Аральского моря, которое он помнил по экспедициям 1950-х и 1960-х годов как целое и полное водами море. В 1988 и 1989 году он участвует в крупном международном проекте, посвящённом Аральскому морю, где пишет большое количество графических и акварельных этюдов, в которых отражена пугающая выразительность картины широкомасштабного экологического бедствия: ржавые остовы кораблей, вросших в песок и солончаковые травы, портреты изможденных людей живущих в этой зоне, элементы их быта, перемежающиеся с палящим солнцем скелетами животных. Эти этюды и несколько живописных работ, сделанных уже по возвращении в Самарканд, составили большую серию работ под названием «Арал, спаси нас», которая была полностью выставлена только в 2000 году уже после смерти художника.
Помимо разнообразной деятельности в области изобразительного искусства и дизайна, Григорий Улько внёс большой вклад в развитие культуры Самарканда и Узбекистана в целом еще и как организатор и педагог. В конце 1960-х годов, будучи Председателем самаркандского отделения Союза Художников Узбекской ССР и главным художником города, он приглашает в Самарканд ряд известных живописцев, графиков и монументалистов из Ленинграда, которые составляли эстетический облик Самарканда того периода. С 1975 по 1985 годы Улько руководит Объединением молодых художников при Союзе Художников, а также преподает в Самаркандском художественном училище, ведет живописные секции для любителей, поддерживает молодых художников, и регулярно выступает с лекциями по искусству перед преподавателями и студентами самаркандских школ и ВУЗов. Большинство его крупных художественных работ было сделано по заказам музеев и организаций, а также известных личностей.
В 1994 году Городской Совет Самарканда объявил конкурс на проект герба города. В течение 25 лет было проведено несколько крупных конкурсов, на которых рассматривались десятки более или менее удачных проектов герба, но все они по различным причинам не принимались. Изучив правила геральдики, Улько адаптировал их к центральноазиатскому контексту и предложил проект, в основе которого лежит легенда о снежном барсе, благословившем первых строителей Самарканда. По проекту художника, герб Самарканда выглядит следующим образом: в центре круглого красного согдийского щита изображён снежный барс с крыльями, в нижней части находится золотой волнистый пояс, который символизирует реку Зарафшан (переводится как несущая золото), над барсом располагается синяя семиконечная звезда — знак совершенства, науки, искусства, богатой исторической и современной архитектуры. Данный проект был принят и герб автором которого являлся Григорий Улько — стал официальным гербом города Самарканд. Впоследствии герб Самарканда послужил основой для новых эмблем и символов многочисленных организаций и компаний, ассоциирующих себя с Самаркандом. Один из известных примеров, эмблема футбольного клуба «Динамо Самарканд», который участвует в Чемпионате Узбекистана. Кроме того, данный герб иногда используется и как герб Самаркандской области.
Григорий Ильич Улько скончался 8 апреля 1999 года у себя дома в Самарканде, в возрасте 75 лет. На надгробном памятнике художнику, представляющем собой адаптацию его проекта мемориала жертвам войны из белорусской деревни Хатынь, начертаны слова, которые в краткой форме выражают его жизненную философию: Ars longa, vita brevis (Жизнь коротка, искусство вечно). Был женат. Сын — Алексей Улько, художник, лингвист и консультант в Британском Совете, один из известных представителей украинской диаспоры в Узбекистане.
6 декабря 2017 года в Центральном выставочном Зале Академии художеств Узбекистана открылась персональная выставка работ Григория Ильича Улько под названием «Самаркандия Григория Улько». В выставке были представлены биографические данные о художнике, в том числе различные документы, фотографии и письма. Также в выставке были представлены фотографии, рисунки и живописные работы различных людей, живописные работы изображающие старинные улицы Самарканда, а также его исторических архитектурных памятников, были представлены работы по археологии и истории, а также по теме Аральской трагедии.